# Serge Monast
Serge Monast (1945. – Montreal, 5. prosinca 1996.) bio je kvebečki istraživački novinar, pjesnik, esejist i proučavatelj tajnih društava, posebice masona.

## Životopis
Tijekom 1970-ih i 1980-ih uglavnom je pisao eseje, pjesme i podlistke. Bio je aktivni član sinkretističke političke stranke Social Credit Party of Canada.
Početkom 1990-ih počinje proučavati teorije zavjere nastale oko tajnih društava, djelomično nadahnut djelima Williama Guya Carra. Nakon što nije uspio pronaći izdavača, 1996. osniva Slobodnu novinsku agenciju (franc. Agence Internationale de Presse libre, skraćeno AIPL), preko koje je objavio sve svoje radove.
U svom djelu Protokoli Toronta 6.6.6 posebno je obradio tajni NASA-in program Plava zraka, za koji je tvrdio da je povezan s uspostavljanjem novog svjetskog poretka. Tijekom 1995. i 1996. žalio se da ga progone policija i tajne službe za sudjelovanje u »mreži zabranjenih informacija«. U rujnu 1996. godine kanadska je vlast zaplijenila dvoje djece zbog obrazovanja kod kuće, a ne u državnim školama. Kasnije u prosincu, nakon noći provedene u pritvoru, umro je kod kuće, službeno od srčanog udara, iako do tada nije patio od srca. Monastovi simpatizeri tvrdili su da je smrt zapravo nasilna i izvedena psihotronijskim oružjem.
Autor je 19 radova objavljenih u 43 publikacije. Pisao je na engleskom i francuskom jeziku.